# Ablutofobia

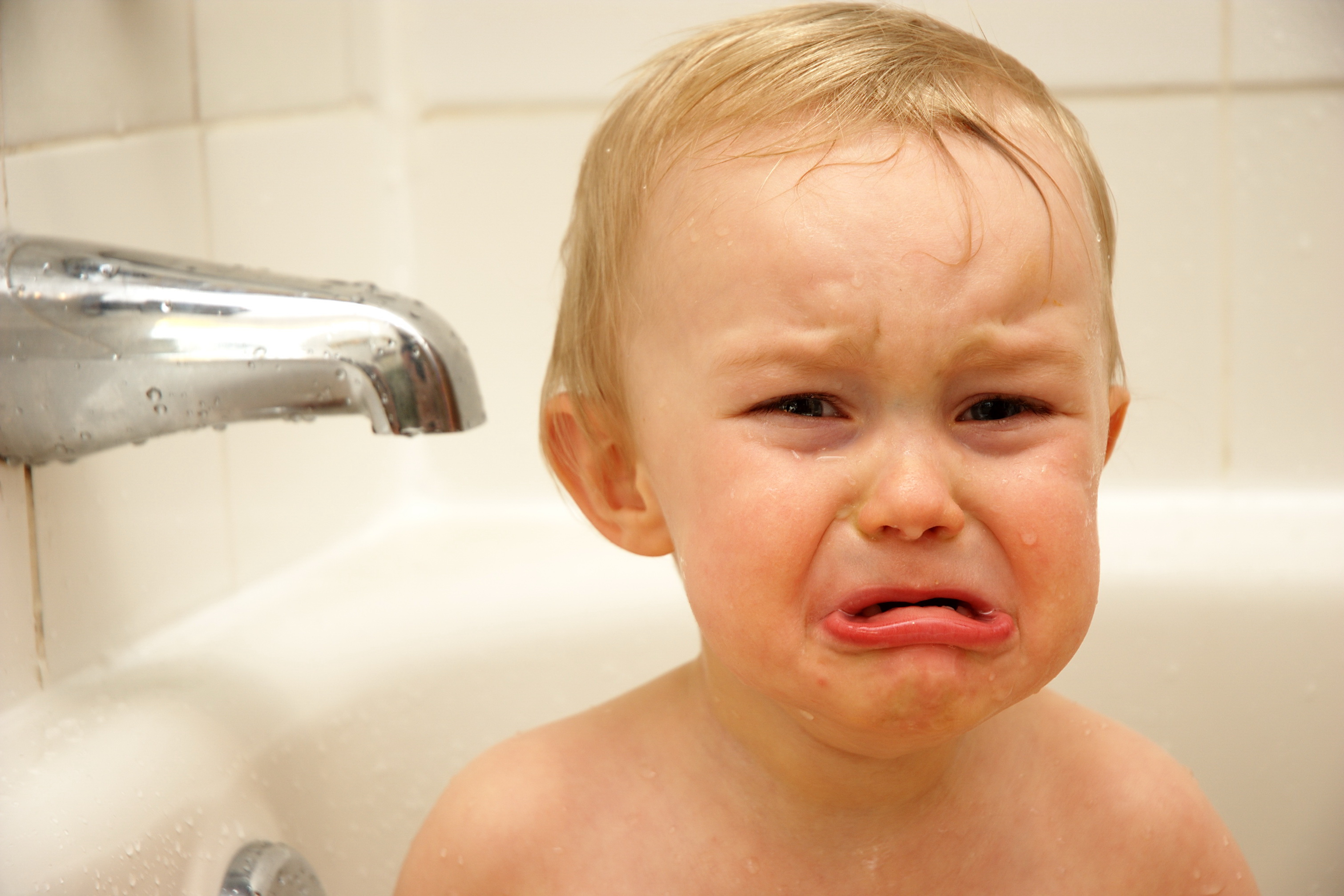
Dziecko płaczące podczas kąpieli w wannie.

Ablutofobia (z łac. ablutio 'mycie; kąpiel' od abluere 'obmywać, spłukać, oczyścić') – chorobowy, stały i nieuzasadniony lęk przed kąpielą, myciem lub czyszczeniem własnego ciała. Ten rodzaj fobii zalicza się do fobii sytuacyjnej (fobii specyficznych). Ablutofobia wydaje się występować częściej u dzieci i kobiet niż u mężczyzn.
Jej objawy i leczenie są zasadniczo takie same jak w przypadku większości fobii specyficznych.